# Adriana Caselotti
Adriana Mitchell Caselotti, född den 6 maj 1916, död den 18 januari 1997, var en amerikansk skådespelerska främst känd i engelsktalande länder som rösten till Snövit i Walt Disneys Snövit och de sju dvärgarna.

## En musikalisk familj
Adriana föddes till ett hem fullt med sång. Hennes far Guido Caselotti, en immigrant från Italien, var musiklärare och sångpedagog. Modern Maria Orefice, från Neapel, var sångare vid Royal Opera och hennes äldre syster Louise Caselotti var också musikalisk, hon gav röstlektioner och sjöng opera. Adriana hade också en musikalisk gåva, vilket kanske inte var så konstigt med tanke på hennes starka musikaliska bakgrund.

## Walt Disney ochSnövit
I mitten av 1930-talet blev Guido Caselotti anställd av Walt Disney för att hjälpa till med att besätta roller i Disneys nya långfilm, Snövit och de sju dvärgarna. Disney frågade Caselotti om någon av hans elever verkade kapabel nog till att sjunga för huvudrollen. Efter att ha hört 18-åriga Adrianas naturliga, ängellika röst visste Walt att det inte fanns några andra alternativ till rollen. Filmen hade världspremiär den 21 december 1937 och hade intäkter på drygt 184 miljoner dollar, vilket med dagens mått mätt blir nära 680 miljoner dollar. Adriana själv tjänade bara 970 dollar för sina insatser i filmen.

## Senare karriär
Caselotti gjorde ett medvetet beslut om att inte vara med i någon annan film efter Snövit, för att inte förstöra illusionen om Snövit. Den enda insats hon gjorde efter sin debut var en liten roll i Trollkarlen från Oz, som rösten till Julia under Plåtmannens låt "If I Only Had a Heart".
Hon gjorde dock några marknadsföringar för Snövit, genom att signera saker som hade med filmen att göra; senare i livet sålde hon även autografer. Hon gjorde dessutom ett försök till en operakarriär. I början på 1990-talet, när Snövits grotta vid Disneyland, renoverades spelade hon åter in "Jag önskar" för Snövits önskebrunn vid en ålder av 75 år.

## Död och odödlighet
11 år före sin död fick Adriana cancer i sitt vänstra bröst, vilket hon senare fick ta bort. 1996 fick hon återigen cancer, den här gången i lungorna. Den 18 januari 1997 avled Adriana Caselotti i hemmet på grund av respiratorisk insufficiens vid en ålder av 80 år. Hennes kropp kremerades och askan spreds över vattnet i Newport Beach. Adriana ska en gång ha sagt "Jag vet att min röst aldrig kommer att dö". Efter hennes död har Snövit blivit en av de mest välkända Disneyfilmerna, vilket har försäkrat hennes röst och henne själv odödlighet i de engelskspråkiga länderna.